# Wälder im Vorland der südlichen Frankenalb
Wälder im Vorland der südlichen Frankenalb (ID: 6832-471) ist der Name eines Europäischen Vogelschutzgebietes in Bayern, der im Rahmen der 1979 in Kraft getretenen Vogelschutzrichtlinie (Natura 2000) im Wesentlichen der Umsetzung der Berner Konvention dient. Sie hat eine Fläche von 2.848,35 Hektarn. Das Vogelschutzgebiet umfasst das Gebiet einiger Wälder in den mittelfränkischen Landkreisen Roth und Weißenburg-Gunzenhausen.
Der südlichste Punkt des Vogelschutzgebiets liegt nördlich von Mischelbach, nahe dem Schloss Sandsee, und zieht sich nach Nordosten bis Hilpoltstein. Ausgenommen vom Vogelschutzgebiet ist der mittig gelegene Ort Laffenau. Eine Exklave des Schutzgebiets bildet das Waldgebiet Tännig zwischen Eysölden und Offenbau nahe Thalmässing. Die geschützten Waldgebiete sind neben dem Tännig der Röttenbacher Wald und der Laffenauer Wald.
Das Vogelschutzgebiet Wälder im Vorland der südlichen Frankenalb liegt im Fränkischen Keuper-Lias-Land (11) innerhalb der naturräumlichen Haupteinheit Vorland der Südlichen Frankenalb (113).